# John Frederick Parker (pomorski častnik)
John Frederick Parker, ameriški pomorski častnik, * 1853, † 12. december 1911.
Parker je bil kapitan Vojne mornarice ZDA in guverner Ameriške Samoe med letoma 1908 in 1910.